# 武鑓正芳
武鑓 正芳（たけやり まさよし、1963年7月30日 - ）は、岡山県岡山市出身の元プロテニス選手。自己最高ランクは国内ランキング7位。岡山大学教育学部附属中学を卒業し、柳川高等学校に進学。その後は東海大学教養学部へと入学し、東海大学大学院体育学部進学と同時にプロテニスプレーヤーとなった。1987年にはデビスカップ日本代表になり、香港戦と中国戦にダブルスで出場した。
世界ランクでは、上位に行けなかったが、1992年より2年間、澤松奈生子選手のツアーコーチを務め、ランキング維持をサポート。
以後、業界を離れ、1998年より業界に復帰。神奈川県厚木市・大和市の営業所を主にレッスン事業を展開するが、2019年、諸般の事情により整理。現在、個人事業主として、レッスンや、講習・セミナーに対応している。
Fill Tennis Center